# François de Kerchove d'Exaerde
François de Kerchove d'Exaerde (Sint-Genesius-Rode, 20 mei 1960) is een Belgisch diplomaat.

## Levensloop
François de Kerchove d'Exaerde is een telg uit de familie De Kerchove d'Exaerde. Hij studeerde politieke wetenschappen en internationale betrekkingen aan de Université libre de Bruxelles en economie aan de London School of Economics in het Verenigd Koninkrijk.
In 1989 ging hij aan de slag bij Buitenlandse Zaken. Hij was achtereenvolgens:
- 1991-1993: tweede secretaris in Koeweit, Doha en Manama
- 1993-1997: economisch raadgever in Tokio
- 1997-2001: consul-generaal in Osaka
- 2001-2002: Desk Officer Afghanistan en Pakistan (Brussel)
- 2002-2004: directeur-generaal van het Koninklijk Instituut voor Internationale Betrekkingen (Brussel)
- 2004-2008: ambassaderaad in Berlijn
- 2008-2009: adjunct-directeur internationaal veiligheidsbeleid (Brussel)
- 2009-2011: directeur internationaal veiligheidsbeleid (Brussel)
- 2011-2014: hoofd van de algemene beleidscel van minister van Buitenlandse Zaken Didier Reynders (MR)
- 2014-2018: permanent vertegenwoordiger bij de Noord-Atlantische Verdragsorganisatie[1]
- 2018-heden: ambassadeur in Parijs, tevens geaccrediteerd in Monaco[2]